# L'Ascension du Christ en présence de la Vierge et des apôtres

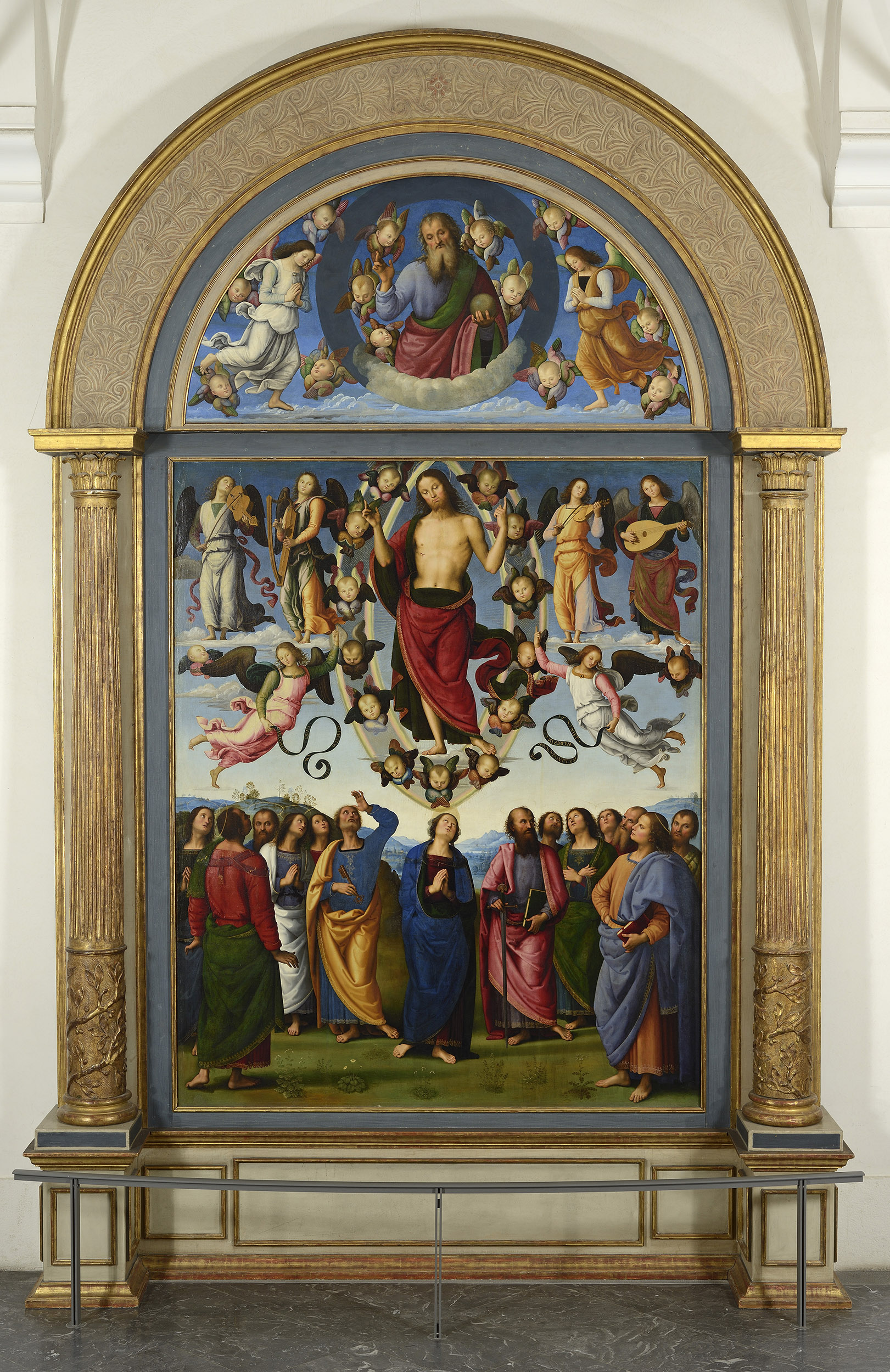
L'Ascension exposée au musée des Beaux-Arts de Lyon avec la partie supérieure cintrée de la cimaise.

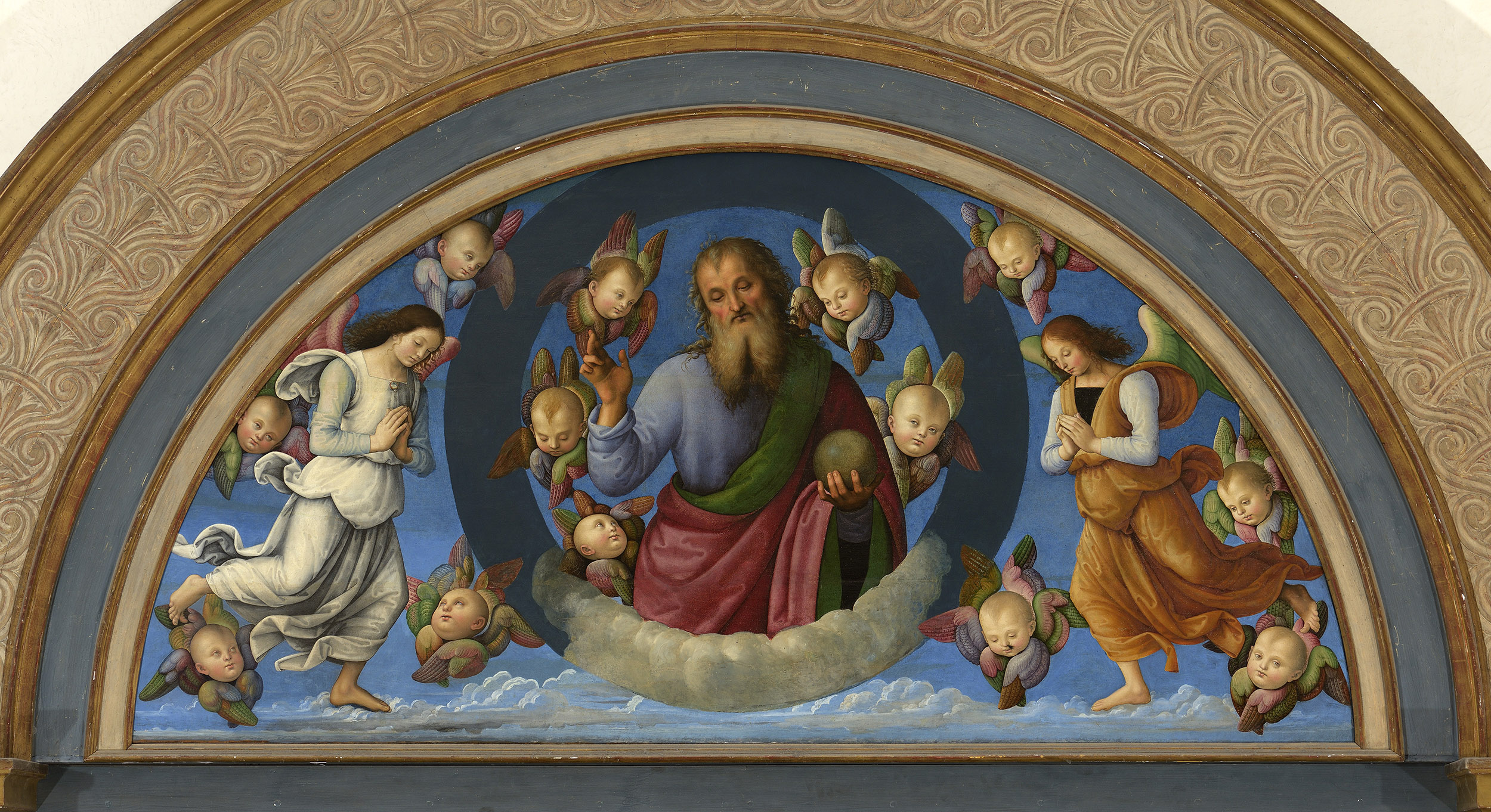
Détail de la partie supérieure de L'Ascension exposée à Lyon.

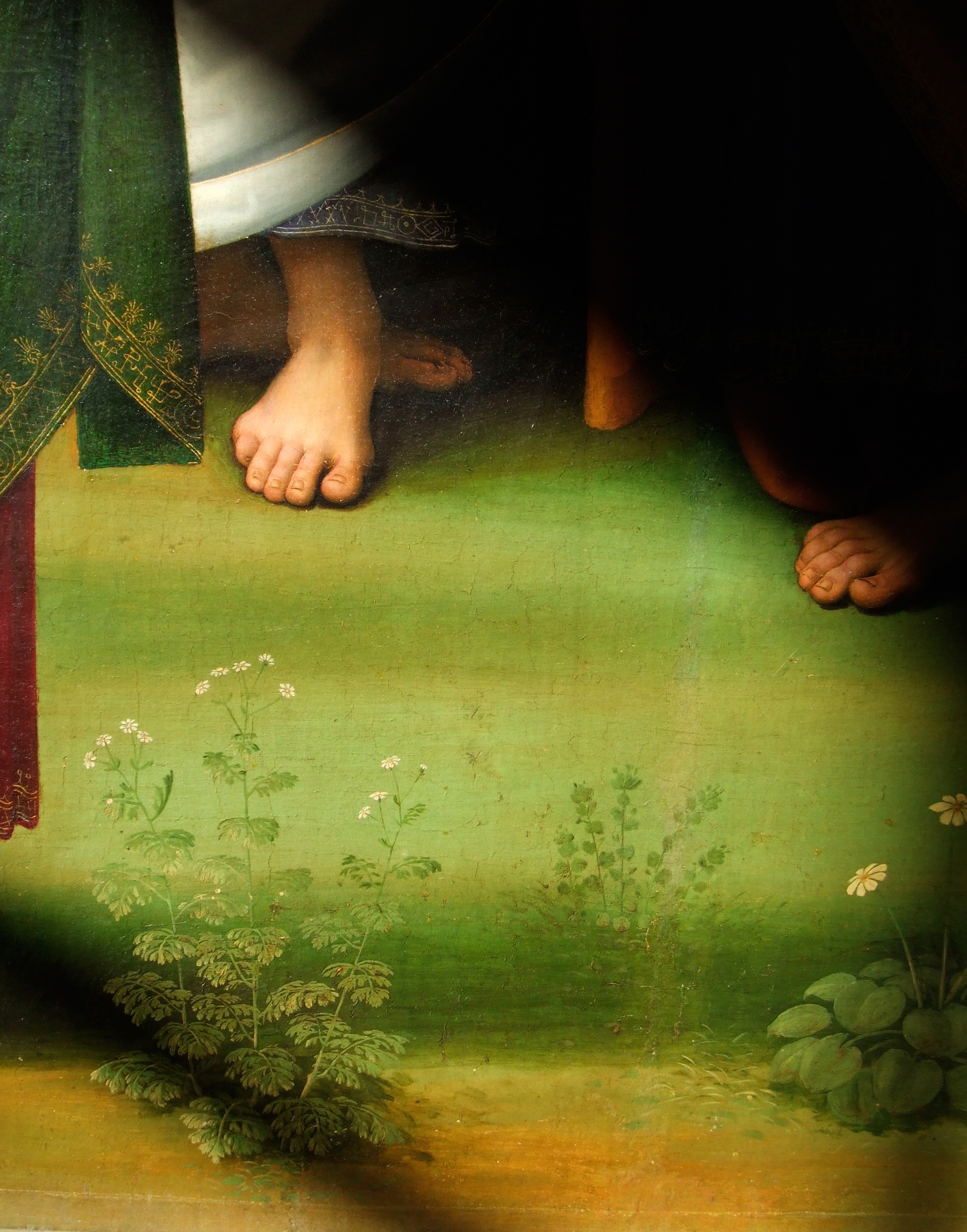
Détail des plantes du premier plan.

L'Ascension du Christ en présence de la Vierge et des apôtres  (en italien : Ascensione di Cristo ) est une peinture religieuse du Pérugin, datant de 1496 - 1500 environ, conservée au musée des Beaux-Arts de Lyon.

## Histoire
L'œuvre est un panneau central du polyptyque de saint Pierre destiné à la Basilica di San Pietro à Pérouse.
Le contrat a été signé entre Le Pérugin et l'abbé Lattanzio di Giuliano da Firenze, du monastère Saint-Pierre de l'Ordre de Saint-Benoît de la congrégation de Sainte-Justine, le seigneur Benoît de Denis et Dom Daniel de Pérouse du même ordre sindaci et mandataires du même monastère, le 8 mars 1495 pour la somme 500 ducats d'or et un délai d'exécution de deux ans et demi maximum. Les divers panneaux furent réalisés entre janvier 1496 et la fin de l'an 1499, avec une inauguration solennelle le 13 janvier 1500.
En 1591, à la suite de la restructuration du chœur de la basilique, la corniche de soutien étant enlevée, les divers panneaux furent séparés et répartis dans diverses pièces de l'église et de la sacristie.
En 1797, l'œuvre fut réquisitionnée par les Français à la suite du traité de Tolentino et finit, transposée sur toile au musée des Beaux-Arts de Lyon, accompagnée de sa partie supérieure, encadrée de colonnes architecturées dorées.

## Thème
L'Ascension du Christ est rapporté par plusieurs Évangiles : 
- (16, 19) : « Le Seigneur, après leur avoir parlé, fut enlevé au ciel, et il s’assit à la droite de Dieu. »
- Luc (24, 51) : « Pendant qu’il les bénissait, il se sépara d’eux, et fut enlevé au ciel. »
- Actes des Apôtres (1, 9) : « Après avoir dit cela, il fut élevé pendant qu’ils le regardaient, et une nuée le déroba à leurs yeux. »

Cette ascension se fait donc en présence de la Vierge et de ses disciples.

## Description
Le schéma de la composition se définit sur deux registres parallèles : celui du monde terrestre quitté par Jésus, et celui du monde céleste qui l'accueille, les deux registres communiquant par le bas de la mandorle touchant l'auréole de la Vierge.
- Dans la partie supérieure le Christ s'élève dans une mandorle de têtes de séraphins encadrées de leur triple paires d'ailes ; une ligne supérieure d'anges musiciens (deux de chaque côté) surmonte  deux anges tenant d'une main la mandorle, chacun de leur côté, et de l'autre déroulant un phylactère.
- Dans la partie basse se trouve la Vierge entourée de treize personnages sur fond de  paysage bleuté de monts au-delà d'un plan d'eau. Tous les personnages sont richement vêtus ; à l'exception de  trois, ils regardent tous le Christ qui, de ses deux mains dressées, montre les cieux. On reconnaîtra les apôtres à leurs attributs : Pierre placé à gauche de la Vierge, tenant une grande clef ; Jean, sur le bord droit du tableau en premier plan, un livre ; Paul avec son épée. Entre les saints auréolés du plan de la Vierge et l'extrême bord inférieur du tableau s'étale un plan plus proche, encadré de chaque côté par un saint (Jean à droite tenant son livre), et entre eux, six plantes détaillées se dressent. Les deux autres personnages ne regardant pas le Christ (avec Paul), un à gauche, un à l'extrême droite, la tête penchée, regardent le spectateur.

Aux pieds des personnages se trouvent des plantes détaillées.
En arrière-plan, le paysage parsemé de frêles arbrisseaux s'étale avec une série de monts et collines qui se dégradent dans le lointain selon les règles de la perspective atmosphérique.

## Analyse
Dans les treize personnages entourant la Vierge on peut détailler les douze apôtres, et saint Paul avec son épée de soldat romain, qui ne peut regarder l'Ascension n'ayant pas présent à l'événement.
Ce schéma eut, comme prototype, l'œuvre perdue de L'Assomption de la Chapelle Sixtine, abondamment reproduite par l'artiste comme dans Le retable de Vallombrosa datant des mêmes années, ainsi que dans le retable de Sansepolcro (1510 environ).
Le Pérugin a recours avec assurance à ce schéma de puissant équilibre, composé sur la symétrie. Les sentiments sont à peine suggérés, les couleurs sont vives mais délicates se fondant les unes dans les autres. Une attention particulière est accordée aux éléments de décoration.
Le dessin est clair et bien défini, les lignes liantes, la composition sereine et plaisante. Les figures possèdent une idéalisation parfaite. Elles ne sont pas issues de l'étude du naturel mais plutôt de l'esthétique classique qui a été à la base des développements artistiques du XVIe siècle.

## Sources
- (it) Cet article est partiellement ou en totalité issu de l’article de Wikipédia en italien intitulé « Ascensione di Cristo (Perugino Lione) » (voir la liste des auteurs).